# Hodžovo náměstí (Bratislava)
Hodžovo náměstí v Bratislavě je jedno z nejvýznamnějších veřejných prostranství ve slovenské metropoli.
Náměstí se nachází na Starém Městě, na jeho severním okraji, kde se v dobách středověku nacházely hradby města. Pojmenováno bylo podle slovenského národního buditele, Michala Miloslava Hodži. Za časů socialismu neslo název Mierové námestie a dnes se mu tak lidově říká Mierko.
Mezi významné stavby, které se tu nacházejí, patří například prezidentský Grasalkovičův palác a před ním se nacházející Fontána míru, navržená architektem Tiborem Bártfayem. Další významnou stavbou je též hotel Crowne Plaza.